# Okręgowe rozgrywki w piłce nożnej woj. gorzowskiego (1976/1977)
1. Edycja okręgowych rozgrywek w piłce nożnej województwa gorzowskiego

Okręgowe rozgrywki w piłce nożnej województwa gorzowskiego prowadzone są przez Okręgowy Związek Piłki Nożnej w Gorzowie Wielkopolskim, rozgrywane były w pięciu ligach, najwyższym poziomem jest  Klasa A  Klasa B (2 grup) oraz klasa C (6 grup), klasa D (b.d.)
Rozgrywki w sezonie 1976/1977 odbywały się jesień i zima.
Mistrzostwo Okręgu zdobyła Pogoń Barlinek.

Okręgowy Puchar Polski – Stilon Gorzów Wielkopolski
| Rozgrywki       | Poziomy | Poziomy rozgrywkowe w sezonie 1976/1977 | Poziomy rozgrywkowe w sezonie 1976/1977 | Poziomy rozgrywkowe w sezonie 1976/1977 | Poziomy rozgrywkowe w sezonie 1976/1977 | Poziomy rozgrywkowe w sezonie 1976/1977 | Poziomy rozgrywkowe w sezonie 1976/1977 | Poziomy rozgrywkowe w sezonie 1976/1977 | Poziomy rozgrywkowe w sezonie 1976/1977 | Poziomy rozgrywkowe w sezonie 1976/1977 | Poziomy rozgrywkowe w sezonie 1976/1977 | Poziomy rozgrywkowe w sezonie 1976/1977 | Poziomy rozgrywkowe w sezonie 1976/1977 | Poziomy rozgrywkowe w sezonie 1976/1977 | Poziomy rozgrywkowe w sezonie 1976/1977 | Poziomy rozgrywkowe w sezonie 1976/1977 | Poziomy rozgrywkowe w sezonie 1976/1977 | Poziomy rozgrywkowe w sezonie 1976/1977 | Poziomy rozgrywkowe w sezonie 1976/1977 | Poziomy rozgrywkowe w sezonie 1976/1977 | Poziomy rozgrywkowe w sezonie 1976/1977 | Poziomy rozgrywkowe w sezonie 1976/1977 | Poziomy rozgrywkowe w sezonie 1976/1977 | Poziomy rozgrywkowe w sezonie 1976/1977 | Poziomy rozgrywkowe w sezonie 1976/1977 | Poziomy rozgrywkowe w sezonie 1976/1977 | Poziomy rozgrywkowe w sezonie 1976/1977 | Poziomy rozgrywkowe w sezonie 1976/1977 | Poziomy rozgrywkowe w sezonie 1976/1977 | Poziomy rozgrywkowe w sezonie 1976/1977 | Poziomy rozgrywkowe w sezonie 1976/1977 | Poziomy rozgrywkowe w sezonie 1976/1977 | Poziomy rozgrywkowe w sezonie 1976/1977 | Poziomy rozgrywkowe w sezonie 1976/1977 | Poziomy rozgrywkowe w sezonie 1976/1977 | Poziomy rozgrywkowe w sezonie 1976/1977 | Poziomy rozgrywkowe w sezonie 1976/1977 | Poziomy rozgrywkowe w sezonie 1976/1977 | Poziomy rozgrywkowe w sezonie 1976/1977 | Poziomy rozgrywkowe w sezonie 1976/1977 | Poziomy rozgrywkowe w sezonie 1976/1977 | Poziomy rozgrywkowe w sezonie 1976/1977 | Poziomy rozgrywkowe w sezonie 1976/1977 | Poziomy rozgrywkowe w sezonie 1976/1977 | Poziomy rozgrywkowe w sezonie 1976/1977 | Poziomy rozgrywkowe w sezonie 1976/1977 | Poziomy rozgrywkowe w sezonie 1976/1977 | Poziomy rozgrywkowe w sezonie 1976/1977 | Poziomy rozgrywkowe w sezonie 1976/1977 | Poziomy rozgrywkowe w sezonie 1976/1977 | Poziomy rozgrywkowe w sezonie 1976/1977 | Poziomy rozgrywkowe w sezonie 1976/1977 | Poziomy rozgrywkowe w sezonie 1976/1977 | Poziomy rozgrywkowe w sezonie 1976/1977 | Poziomy rozgrywkowe w sezonie 1976/1977 | Poziomy rozgrywkowe w sezonie 1976/1977 | Poziomy rozgrywkowe w sezonie 1976/1977 | Poziomy rozgrywkowe w sezonie 1976/1977 | Poziomy rozgrywkowe w sezonie 1976/1977 | Poziomy rozgrywkowe w sezonie 1976/1977 | Poziomy rozgrywkowe w sezonie 1976/1977 | Poziomy rozgrywkowe w sezonie 1976/1977 | Poziomy rozgrywkowe w sezonie 1976/1977 | Poziomy rozgrywkowe w sezonie 1976/1977 | Poziomy rozgrywkowe w sezonie 1976/1977 | Poziomy rozgrywkowe w sezonie 1976/1977 | Poziomy rozgrywkowe w sezonie 1976/1977 | Poziomy rozgrywkowe w sezonie 1976/1977 | Poziomy rozgrywkowe w sezonie 1976/1977 | Poziomy rozgrywkowe w sezonie 1976/1977 | Poziomy rozgrywkowe w sezonie 1976/1977 | Poziomy rozgrywkowe w sezonie 1976/1977 | Poziomy rozgrywkowe w sezonie 1976/1977 | Poziomy rozgrywkowe w sezonie 1976/1977 | Poziomy rozgrywkowe w sezonie 1976/1977 | Poziomy rozgrywkowe w sezonie 1976/1977 | Poziomy rozgrywkowe w sezonie 1976/1977 | Poziomy rozgrywkowe w sezonie 1976/1977 | Poziomy rozgrywkowe w sezonie 1976/1977 | Poziomy rozgrywkowe w sezonie 1976/1977 | Poziomy rozgrywkowe w sezonie 1976/1977 |
| --------------- | ------- | --------------------------------------- | --------------------------------------- | --------------------------------------- | --------------------------------------- | --------------------------------------- | --------------------------------------- | --------------------------------------- | --------------------------------------- | --------------------------------------- | --------------------------------------- | --------------------------------------- | --------------------------------------- | --------------------------------------- | --------------------------------------- | --------------------------------------- | --------------------------------------- | --------------------------------------- | --------------------------------------- | --------------------------------------- | --------------------------------------- | --------------------------------------- | --------------------------------------- | --------------------------------------- | --------------------------------------- | --------------------------------------- | --------------------------------------- | --------------------------------------- | --------------------------------------- | --------------------------------------- | --------------------------------------- | --------------------------------------- | --------------------------------------- | --------------------------------------- | --------------------------------------- | --------------------------------------- | --------------------------------------- | --------------------------------------- | --------------------------------------- | --------------------------------------- | --------------------------------------- | --------------------------------------- | --------------------------------------- | --------------------------------------- | --------------------------------------- | --------------------------------------- | --------------------------------------- | --------------------------------------- | --------------------------------------- | --------------------------------------- | --------------------------------------- | --------------------------------------- | --------------------------------------- | --------------------------------------- | --------------------------------------- | --------------------------------------- | --------------------------------------- | --------------------------------------- | --------------------------------------- | --------------------------------------- | --------------------------------------- | --------------------------------------- | --------------------------------------- | --------------------------------------- | --------------------------------------- | --------------------------------------- | --------------------------------------- | --------------------------------------- | --------------------------------------- | --------------------------------------- | --------------------------------------- | --------------------------------------- | --------------------------------------- | --------------------------------------- | --------------------------------------- | --------------------------------------- | --------------------------------------- | --------------------------------------- | --------------------------------------- | --------------------------------------- | --------------------------------------- |
| Centralne       | I       | I Liga                                  | I Liga                                  | I Liga                                  | I Liga                                  | I Liga                                  | I Liga                                  | I Liga                                  | I Liga                                  | I Liga                                  | I Liga                                  | I Liga                                  | I Liga                                  | I Liga                                  | I Liga                                  | I Liga                                  | I Liga                                  | I Liga                                  | I Liga                                  | I Liga                                  | I Liga                                  | I Liga                                  | I Liga                                  | I Liga                                  | I Liga                                  | I Liga                                  | I Liga                                  | I Liga                                  | I Liga                                  | I Liga                                  | I Liga                                  | I Liga                                  | I Liga                                  | I Liga                                  | I Liga                                  | I Liga                                  | I Liga                                  | I Liga                                  | I Liga                                  | I Liga                                  | I Liga                                  | I Liga                                  | I Liga                                  | I Liga                                  | I Liga                                  | I Liga                                  | I Liga                                  | I Liga                                  | I Liga                                  | I Liga                                  | I Liga                                  | I Liga                                  | I Liga                                  | I Liga                                  | I Liga                                  | I Liga                                  | I Liga                                  | I Liga                                  | I Liga                                  | I Liga                                  | I Liga                                  | I Liga                                  | I Liga                                  | I Liga                                  | I Liga                                  | I Liga                                  | I Liga                                  | I Liga                                  | I Liga                                  | I Liga                                  | I Liga                                  | I Liga                                  | I Liga                                  | I Liga                                  | I Liga                                  | I Liga                                  | I Liga                                  | I Liga                                  | I Liga                                  | I Liga                                  | I Liga                                  |
| Centralne       | II      | II Liga – gr.Płn.                       | II Liga – gr.Płn.                       | II Liga – gr.Płn.                       | II Liga – gr.Płn.                       | II Liga – gr.Płn.                       | II Liga – gr.Płn.                       | II Liga – gr.Płn.                       | II Liga – gr.Płn.                       | II Liga – gr.Płn.                       | II Liga – gr.Płn.                       | II Liga – gr.Płn.                       | II Liga – gr.Płn.                       | II Liga – gr.Płn.                       | II Liga – gr.Płn.                       | II Liga – gr.Płn.                       | II Liga – gr.Płn.                       | II Liga – gr.Płn.                       | II Liga – gr.Płn.                       | II Liga – gr.Płn.                       | II Liga – gr.Płn.                       | II Liga – gr.Płn.                       | II Liga – gr.Płn.                       | II Liga – gr.Płn.                       | II Liga – gr.Płn.                       | II Liga – gr.Płn.                       | II Liga – gr.Płn.                       | II Liga – gr.Płn.                       | II Liga – gr.Płn.                       | II Liga – gr.Płn.                       | II Liga – gr.Płn.                       | II Liga – gr.Płn.                       | II Liga – gr.Płn.                       | II Liga – gr.Płn.                       | II Liga – gr.Płn.                       | II Liga – gr.Płn.                       | II Liga – gr.Płn.                       | II Liga – gr.Płn.                       | II Liga – gr.Płn.                       | II Liga – gr.Płn.                       | II Liga – gr.Płn.                       | II Liga – gr.Płd.                       | II Liga – gr.Płd.                       | II Liga – gr.Płd.                       | II Liga – gr.Płd.                       | II Liga – gr.Płd.                       | II Liga – gr.Płd.                       | II Liga – gr.Płd.                       | II Liga – gr.Płd.                       | II Liga – gr.Płd.                       | II Liga – gr.Płd.                       | II Liga – gr.Płd.                       | II Liga – gr.Płd.                       | II Liga – gr.Płd.                       | II Liga – gr.Płd.                       | II Liga – gr.Płd.                       | II Liga – gr.Płd.                       | II Liga – gr.Płd.                       | II Liga – gr.Płd.                       | II Liga – gr.Płd.                       | II Liga – gr.Płd.                       | II Liga – gr.Płd.                       | II Liga – gr.Płd.                       | II Liga – gr.Płd.                       | II Liga – gr.Płd.                       | II Liga – gr.Płd.                       | II Liga – gr.Płd.                       | II Liga – gr.Płd.                       | II Liga – gr.Płd.                       | II Liga – gr.Płd.                       | II Liga – gr.Płd.                       | II Liga – gr.Płd.                       | II Liga – gr.Płd.                       | II Liga – gr.Płd.                       | II Liga – gr.Płd.                       | II Liga – gr.Płd.                       | II Liga – gr.Płd.                       | II Liga – gr.Płd.                       | II Liga – gr.Płd.                       | II Liga – gr.Płd.                       | II Liga – gr.Płd.                       |
| Makroregionalne | III     | III liga gr. VII                        | III liga gr. VII                        | III liga gr. VII                        | III liga gr. VII                        | III liga gr. VII                        | III liga gr. VII                        | III liga gr. VII                        | III liga gr. VII                        | III liga gr. VII                        | III liga gr. VII                        | III liga gr. VII                        | III liga gr. VII                        | III liga gr. VII                        | III liga gr. VII                        | III liga gr. VII                        | III liga gr. VII                        | III liga gr. VII                        | III liga gr. VII                        | III liga gr. VII                        | III liga gr. VII                        | III liga gr. VII                        | III liga gr. VII                        | III liga gr. VII                        | III liga gr. VII                        | III liga gr. VII                        | III liga gr. VII                        | III liga gr. VII                        | III liga gr. VII                        | III liga gr. VII                        | III liga gr. VII                        | III liga gr. VII                        | III liga gr. VII                        | III liga gr. VII                        | III liga gr. VII                        | III liga gr. VII                        | III liga gr. VII                        | III liga gr. VII                        | III liga gr. VII                        | III liga gr. VII                        | III liga gr. VII                        | III liga gr. VII                        | III liga gr. VII                        | III liga gr. VII                        | III liga gr. VII                        | III liga gr. VII                        | III liga gr. VII                        | III liga gr. VII                        | III liga gr. VII                        | III liga gr. VII                        | III liga gr. VII                        | III liga gr. VII                        | III liga gr. VII                        | III liga gr. VII                        | III liga gr. VII                        | III liga gr. VII                        | III liga gr. VII                        | III liga gr. VII                        | III liga gr. VII                        | III liga gr. VII                        | III liga gr. VII                        | III liga gr. VII                        | III liga gr. VII                        | III liga gr. VII                        | III liga gr. VII                        | III liga gr. VII                        | III liga gr. VII                        | III liga gr. VII                        | III liga gr. VII                        | III liga gr. VII                        | III liga gr. VII                        | III liga gr. VII                        | III liga gr. VII                        | III liga gr. VII                        | III liga gr. VII                        | III liga gr. VII                        | III liga gr. VII                        | III liga gr. VII                        | III liga gr. VII                        | III liga gr. VII                        | III liga gr. VII                        |
| Okręgowe        | IV      | Klasa A                                 | Klasa A                                 | Klasa A                                 | Klasa A                                 | Klasa A                                 | Klasa A                                 | Klasa A                                 | Klasa A                                 | Klasa A                                 | Klasa A                                 | Klasa A                                 | Klasa A                                 | Klasa A                                 | Klasa A                                 | Klasa A                                 | Klasa A                                 | Klasa A                                 | Klasa A                                 | Klasa A                                 | Klasa A                                 | Klasa A                                 | Klasa A                                 | Klasa A                                 | Klasa A                                 | Klasa A                                 | Klasa A                                 | Klasa A                                 | Klasa A                                 | Klasa A                                 | Klasa A                                 | Klasa A                                 | Klasa A                                 | Klasa A                                 | Klasa A                                 | Klasa A                                 | Klasa A                                 | Klasa A                                 | Klasa A                                 | Klasa A                                 | Klasa A                                 | Klasa A                                 | Klasa A                                 | Klasa A                                 | Klasa A                                 | Klasa A                                 | Klasa A                                 | Klasa A                                 | Klasa A                                 | Klasa A                                 | Klasa A                                 | Klasa A                                 | Klasa A                                 | Klasa A                                 | Klasa A                                 | Klasa A                                 | Klasa A                                 | Klasa A                                 | Klasa A                                 | Klasa A                                 | Klasa A                                 | Klasa A                                 | Klasa A                                 | Klasa A                                 | Klasa A                                 | Klasa A                                 | Klasa A                                 | Klasa A                                 | Klasa A                                 | Klasa A                                 | Klasa A                                 | Klasa A                                 | Klasa A                                 | Klasa A                                 | Klasa A                                 | Klasa A                                 | Klasa A                                 | Klasa A                                 | Klasa A                                 | Klasa A                                 | Klasa A                                 |
| Okręgowe        | V       | Kl. B – gr I. Gorzów Wlkp.              | Kl. B – gr I. Gorzów Wlkp.              | Kl. B – gr I. Gorzów Wlkp.              | Kl. B – gr I. Gorzów Wlkp.              | Kl. B – gr I. Gorzów Wlkp.              | Kl. B – gr I. Gorzów Wlkp.              | Kl. B – gr I. Gorzów Wlkp.              | Kl. B – gr I. Gorzów Wlkp.              | Kl. B – gr I. Gorzów Wlkp.              | Kl. B – gr I. Gorzów Wlkp.              | Kl. B – gr I. Gorzów Wlkp.              | Kl. B – gr I. Gorzów Wlkp.              | Kl. B – gr I. Gorzów Wlkp.              | Kl. B – gr I. Gorzów Wlkp.              | Kl. B – gr I. Gorzów Wlkp.              | Kl. B – gr I. Gorzów Wlkp.              | Kl. B – gr I. Gorzów Wlkp.              | Kl. B – gr I. Gorzów Wlkp.              | Kl. B – gr I. Gorzów Wlkp.              | Kl. B – gr I. Gorzów Wlkp.              | Kl. B – gr I. Gorzów Wlkp.              | Kl. B – gr I. Gorzów Wlkp.              | Kl. B – gr I. Gorzów Wlkp.              | Kl. B – gr I. Gorzów Wlkp.              | Kl. B – gr I. Gorzów Wlkp.              | Kl. B – gr I. Gorzów Wlkp.              | Kl. B – gr I. Gorzów Wlkp.              | Kl. B – gr I. Gorzów Wlkp.              | Kl. B – gr I. Gorzów Wlkp.              | Kl. B – gr I. Gorzów Wlkp.              | Kl. B – gr I. Gorzów Wlkp.              | Kl. B – gr I. Gorzów Wlkp.              | Kl. B – gr I. Gorzów Wlkp.              | Kl. B – gr I. Gorzów Wlkp.              | Kl. B – gr I. Gorzów Wlkp.              | Kl. B – gr I. Gorzów Wlkp.              | Kl. B – gr I. Gorzów Wlkp.              | Kl. B – gr I. Gorzów Wlkp.              | Kl. B – gr I. Gorzów Wlkp.              | Kl. B – gr I. Gorzów Wlkp.              | Kl. B – gr.II Gorzów Wlkp.              | Kl. B – gr.II Gorzów Wlkp.              | Kl. B – gr.II Gorzów Wlkp.              | Kl. B – gr.II Gorzów Wlkp.              | Kl. B – gr.II Gorzów Wlkp.              | Kl. B – gr.II Gorzów Wlkp.              | Kl. B – gr.II Gorzów Wlkp.              | Kl. B – gr.II Gorzów Wlkp.              | Kl. B – gr.II Gorzów Wlkp.              | Kl. B – gr.II Gorzów Wlkp.              | Kl. B – gr.II Gorzów Wlkp.              | Kl. B – gr.II Gorzów Wlkp.              | Kl. B – gr.II Gorzów Wlkp.              | Kl. B – gr.II Gorzów Wlkp.              | Kl. B – gr.II Gorzów Wlkp.              | Kl. B – gr.II Gorzów Wlkp.              | Kl. B – gr.II Gorzów Wlkp.              | Kl. B – gr.II Gorzów Wlkp.              | Kl. B – gr.II Gorzów Wlkp.              | Kl. B – gr.II Gorzów Wlkp.              | Kl. B – gr.II Gorzów Wlkp.              | Kl. B – gr.II Gorzów Wlkp.              | Kl. B – gr.II Gorzów Wlkp.              | Kl. B – gr.II Gorzów Wlkp.              | Kl. B – gr.II Gorzów Wlkp.              | Kl. B – gr.II Gorzów Wlkp.              | Kl. B – gr.II Gorzów Wlkp.              | Kl. B – gr.II Gorzów Wlkp.              | Kl. B – gr.II Gorzów Wlkp.              | Kl. B – gr.II Gorzów Wlkp.              | Kl. B – gr.II Gorzów Wlkp.              | Kl. B – gr.II Gorzów Wlkp.              | Kl. B – gr.II Gorzów Wlkp.              | Kl. B – gr.II Gorzów Wlkp.              | Kl. B – gr.II Gorzów Wlkp.              | Kl. B – gr.II Gorzów Wlkp.              | Kl. B – gr.II Gorzów Wlkp.              | Kl. B – gr.II Gorzów Wlkp.              | Kl. B – gr.II Gorzów Wlkp.              | Kl. B – gr.II Gorzów Wlkp.              |
| Okręgowe        | VI      | Klasa C – gr.I-VI                       | Klasa C – gr.I-VI                       | Klasa C – gr.I-VI                       | Klasa C – gr.I-VI                       | Klasa C – gr.I-VI                       | Klasa C – gr.I-VI                       | Klasa C – gr.I-VI                       | Klasa C – gr.I-VI                       | Klasa C – gr.I-VI                       | Klasa C – gr.I-VI                       | Klasa C – gr.I-VI                       | Klasa C – gr.I-VI                       | Klasa C – gr.I-VI                       | Klasa C – gr.I-VI                       | Klasa C – gr.I-VI                       | Klasa C – gr.I-VI                       | Klasa C – gr.I-VI                       | Klasa C – gr.I-VI                       | Klasa C – gr.I-VI                       | Klasa C – gr.I-VI                       | Klasa C – gr.I-VI                       | Klasa C – gr.I-VI                       | Klasa C – gr.I-VI                       | Klasa C – gr.I-VI                       | Klasa C – gr.I-VI                       | Klasa C – gr.I-VI                       | Klasa C – gr.I-VI                       | Klasa C – gr.I-VI                       | Klasa C – gr.I-VI                       | Klasa C – gr.I-VI                       | Klasa C – gr.I-VI                       | Klasa C – gr.I-VI                       | Klasa C – gr.I-VI                       | Klasa C – gr.I-VI                       | Klasa C – gr.I-VI                       | Klasa C – gr.I-VI                       | Klasa C – gr.I-VI                       | Klasa C – gr.I-VI                       | Klasa C – gr.I-VI                       | Klasa C – gr.I-VI                       | Klasa C – gr.I-VI                       | Klasa C – gr.I-VI                       | Klasa C – gr.I-VI                       | Klasa C – gr.I-VI                       | Klasa C – gr.I-VI                       | Klasa C – gr.I-VI                       | Klasa C – gr.I-VI                       | Klasa C – gr.I-VI                       | Klasa C – gr.I-VI                       | Klasa C – gr.I-VI                       | Klasa C – gr.I-VI                       | Klasa C – gr.I-VI                       | Klasa C – gr.I-VI                       | Klasa C – gr.I-VI                       | Klasa C – gr.I-VI                       | Klasa C – gr.I-VI                       | Klasa C – gr.I-VI                       | Klasa C – gr.I-VI                       | Klasa C – gr.I-VI                       | Klasa C – gr.I-VI                       | Klasa C – gr.I-VI                       | Klasa C – gr.I-VI                       | Klasa C – gr.I-VI                       | Klasa C – gr.I-VI                       | Klasa C – gr.I-VI                       | Klasa C – gr.I-VI                       | Klasa C – gr.I-VI                       | Klasa C – gr.I-VI                       | Klasa C – gr.I-VI                       | Klasa C – gr.I-VI                       | Klasa C – gr.I-VI                       | Klasa C – gr.I-VI                       | Klasa C – gr.I-VI                       | Klasa C – gr.I-VI                       | Klasa C – gr.I-VI                       | Klasa C – gr.I-VI                       | Klasa C – gr.I-VI                       | Klasa C – gr.I-VI                       | Klasa C – gr.I-VI                       | Klasa C – gr.I-VI                       |

## Sezon 1976/1977 III Liga
| \| L.p. \| III Liga grupa VII \| Mecze \| Punkty \| Bramki \| \| ---- \| ----------------------------- \| ----- \| ------ \| ------ \| \| 1 \| Warta Poznań \| 24 \| 37 \| 37-15 \| \| 2 \| Stal Stocznia Szczecin \| 24 \| 36 \| 45-7 \| \| 3 \| (Stoczniowiec) Pogoń Barlinek \| 24 \| 31 \| 29-23 \| \| 4 \| Sparta Szamotuły \| 24 \| 27 \| 28-26 \| \| 5 \| Grunwald Poznań \| 24 \| 26 \| 33-29 \| \| 6 \| Mieszko Gniezno \| 24 \| 24 \| 28-27 \| \| 7 \| Świt Skolwin (Szczecin) \| 24 \| 22 \| 30-38 \| \| 8 \| Polonia Poznań \| 24 \| 21 \| 23-26 \| \| 9 \| Flota Świnoujście \| 24 \| 19 \| 29-34 \| \| 10 \| Polonia Leszno \| 24 \| 19 \| 28-35 \| \| 11 \| (Grunwald) Piast Choszczno \| 24 \| 18 \| 27-45 \| \| 12 \| Dąb Dębno \| 24 \| 17 \| 23-34 \| \| 13 \| Noteć Czarnków \| 24 \| 15 \| 18-39 \| - W pierwszym sezonie prowadzonym przez Okręgowy Związek Piłki Nożnej w Gorzowie Wielkopolskim tylko Stoczniowiec Barlinek utrzymał się w III lidze. Dąb Dębno i Grunwald Choszczno spadły do A Klasy Gorzów Wielkopolski. - Dąb Dębno, Grunwald Choszczno, Stoczniowiec Barlinek weszły w skład OZPN Gorzów Wielkopolski po podziale administracyjnym kraju 1975 lecz formalnie województwo gorzowskie zaczęły reprezentować od sezonu 1976/1977 aż do 1999/2000. - Pierwotnie Stilon Gorzów Wielkopolski miał gać w III lidze grupie VII, rozegrał nawet pięć spotkań, jednak ich wyniki zostały anulowane. Zespół gorzowski w wyniku postępowania dyscyplinarnego, toczącego się od czasu baraży o wejście do II ligi, zdegradowano do Klasy A Gorzów Wielkopolski. - Okręgowy Związek Piłki Nożnej w Zielonej Górze |                               |       |        |        |
| L.p. | III Liga grupa VII            | Mecze | Punkty | Bramki |
| 1 | Warta Poznań                  | 24    | 37     | 37-15  |
| 2 | Stal Stocznia Szczecin        | 24    | 36     | 45-7   |
| 3 | (Stoczniowiec) Pogoń Barlinek | 24    | 31     | 29-23  |
| 4 | Sparta Szamotuły              | 24    | 27     | 28-26  |
| 5 | Grunwald Poznań               | 24    | 26     | 33-29  |
| 6 | Mieszko Gniezno               | 24    | 24     | 28-27  |
| 7 | Świt Skolwin (Szczecin)       | 24    | 22     | 30-38  |
| 8 | Polonia Poznań                | 24    | 21     | 23-26  |
| 9 | Flota Świnoujście             | 24    | 19     | 29-34  |
| 10 | Polonia Leszno                | 24    | 19     | 28-35  |
| 11 | (Grunwald) Piast Choszczno    | 24    | 18     | 27-45  |
| 12 | Dąb Dębno                     | 24    | 17     | 23-34  |
| 13 | Noteć Czarnków                | 24    | 15     | 18-39  |

## Sezon 1976/1977 Klasa A
| \| L.p. \| Klasa A Gorzów Wielkopolski \| Mecze \| Punkty \| Bramki \| \| ---- \| --------------------------- \| ----- \| ------ \| ------ \| \| 1 \| Stilon Gorzów Wielkopolski \| 30 \| 55 \| 145-11 \| \| 2 \| Osadnik Myślibórz \| 30 \| 49 \| 73:18 \| \| 3 \| Celuloza Kostrzyn nad Odrą \| 30 \| 44 \| 75:19 \| \| 4 \| Łucznik Strzelce Krajeńskie \| 30 \| 41 \| 73-32 \| \| 5 \| Pogoń Skwierzyna \| 30 \| 32 \| 59-52 \| \| 6 \| Warta Gorzów Wielkopolski \| 30 \| 31 \| 46-48 \| \| 7 \| Orzeł Międzyrzecz \| 30 \| 30 \| 58-55 \| \| 8 \| Dąb II Dębno Lubuskie \| 30 \| 29 \| 43-52 \| \| 9 \| Lubuszanin Drezdenko \| 30 \| 28 \| 50-55 \| \| 10 \| Stal Sulęcin \| 30 \| 25 \| 48-62 \| \| 11 \| SHR Wojcieszyce \| 30 \| 24 \| 52-68 \| \| 12 \| (Obra) GKS Bledzew \| 30 \| 23 \| 36-75 \| \| 13 \| (Odra) Polonia Słubice \| 30 \| 23 \| 38-74 \| \| 14 \| Warta Międzychód \| 30 \| 17 \| 34-118 \| \| 15 \| Kasztelania Santok \| 30 \| 16 \| 24-71 \| \| 16 \| Kłos Pełczyce \| 30 \| 13 \| 34-78 \| - Osadnik Myślibórz, Dąb II Dębno, Kłos Pełczyce zostały przejęte od OZPN Szczecin po podziale administracyjnym kraju. - Warta Międzychód został przejęty od OZPN Poznań po podziale administracyjnym kraju. - Dąb II Dębno został zdegradowany do B Klasy po tym jak pierwszy zespół Dębu spadł z III ligi grupy VII do Klasy A. - Stilon Gorzów Wielkopolski awansował do III ligi grupy VII. |                             |       |        |        |
| L.p. | Klasa A Gorzów Wielkopolski | Mecze | Punkty | Bramki |
| 1 | Stilon Gorzów Wielkopolski  | 30    | 55     | 145-11 |
| 2 | Osadnik Myślibórz           | 30    | 49     | 73:18  |
| 3 | Celuloza Kostrzyn nad Odrą  | 30    | 44     | 75:19  |
| 4 | Łucznik Strzelce Krajeńskie | 30    | 41     | 73-32  |
| 5 | Pogoń Skwierzyna            | 30    | 32     | 59-52  |
| 6 | Warta Gorzów Wielkopolski   | 30    | 31     | 46-48  |
| 7 | Orzeł Międzyrzecz           | 30    | 30     | 58-55  |
| 8 | Dąb II Dębno Lubuskie       | 30    | 29     | 43-52  |
| 9 | Lubuszanin Drezdenko        | 30    | 28     | 50-55  |
| 10 | Stal Sulęcin                | 30    | 25     | 48-62  |
| 11 | SHR Wojcieszyce             | 30    | 24     | 52-68  |
| 12 | (Obra) GKS Bledzew          | 30    | 23     | 36-75  |
| 13 | (Odra) Polonia Słubice      | 30    | 23     | 38-74  |
| 14 | Warta Międzychód            | 30    | 17     | 34-118 |
| 15 | Kasztelania Santok          | 30    | 16     | 24-71  |
| 16 | Kłos Pełczyce               | 30    | 13     | 34-78  |

1 KOLEJKA
- - Stilon II Gorzów Wielkopolski 0-1 Celuloza Kostrzyn nad Odrą (anulowany)
- Stilon Gorzów Wielkopolski 1-0 Celuloza Kostrzyn nad Odrą
- Stal Sulęcin 2-0 Osadnik Myślibórz
- Łucznik Strzelce Krajeńskie 3-1 Kłos Pełczyce
- Warta Gorzów Wielkopolski 2-2 Pogoń Skwierzyna
- Orzeł Międzyrzecz 5-0 Warta Międzychód
- Lubuszanin Drezdenko 3-0 Kasztelania Santok
- Odra Słubice 2-0 SHR Wojcieszyce
- Odra Bledzew 1-5 Dąb II Dębno Lubuskie

2 KOLEJKA
- SHR Wojcieszyce 0-1 Celuloza Kostrzyn nad Odrą
- Kasztelania Santok 3-3 Orzeł Międzyrzecz
- Obra Bledzew 0-2 Lubuszanin Drezdenko
- Dąb II Dębno Lubuskie 2-0 Pogoń Skwierzyna
- Stal Sulęcin 0-3 Łucznik Strzelce Krajeńskie
  - Osadnik Myślibórz 7-0 Stilon II Gorzów Wielkopolski (anulowany)
- Osadnik Myślibórz 0-3 Stilon Gorzów Wielkopolski
- Warta Międzychód 2-1 Odra Słubice
- Kłos Pełczyce 0-5 Warta Gorzów Wielkopolski

3 KOLEJKA
- Celuloza Kostrzyn nad Odrą 2-1 Dąb II Dębno Lubuskie
- Lubuszanin Drezdenko 5-0 Warta Gorzów Wielkopolski
- Orzeł Międzyrzecz 2-1 Łucznik Strzelce Krajeńskie
  - Stilon II Gorzów Wielkopolski 5-1 SHR Wojcieszyce (anulowany)
- SHR Wojcieszyce 1-3 Stilon Gorzów Wielkopolski
- Warta Międzychód 1-1 Stal Sulęcin
- Kasztelania Santok 2-1 Kłos Pełczyce
- Obra Bledzew 2-1 Pogoń Skwierzyna
- Odra Słubice 0-3 Osadnik Myślibórz

4 KOLEJKA
- Celuloza Kostrzyn nad Odrą 1-1 Pogoń Skwierzyna
- Kłos Pełczyce 2-1 Obra Bledzew
- Stal Sulęcin 1-1 Kasztelania Santok
  - Warta Międzychód 1-4 Stilon II Gorzów Wielkopolski (anulowany)
- Warta Międzychód 0-6 Stilon Gorzów Wielkopolski
- Osadnik Myślibórz 3-1 SHR Wojcieszyce
- Łucznik Strzelce Krajeńskie 2-0 Odra Słubice
- Warta Gorzów Wielkopolski 1-0 Orzeł Międzyrzecz
- Dąb II Dębno Lubuskie 2-0 Lubuszanin Drezdenko

5 KOLEJKA
- Lubuszanin Drezdenko 0-0 Celuloza Kostrzyn nad Odrą
- Orzeł Międzyrzecz 0-2 Dąb II Dębno Lubuskie
- Odra Słubice 1-2 Warta Gorzów Wielkopolski
- SHR Wojcieszyce 2-1 Łucznik Strzelce Krajeńskie
- Warta Międzychód 1-7 Osadnik Myślibórz
  - Stilon II Gorzów Wielkopolski 3-1 Kasztelania Santok (anulowany)
- Stilon Gorzów Wielkopolski 3-0 Kasztelania Santok
- Obra Bledzew 2-1 Stal Sulęcin
- Pogoń Skwierzyna 3-1 Kłos Pełczyce

6 KOLEJKA
- Celuloza Kostrzyn nad Odrą 3-1 Kłos Pełczyce
  - Obra Bledzew 0-7 Stilon II Gorzów Wielkopolski (anulowanu)
- Obra Bledzew 1-10 Stilon Gorzów Wielkopolski
- Osadnik Myślibórz 3-0 Kasztelania Santok
- Łucznik Strzelce Krajeńskie 5-0 Warta Międzychód
- Warta Gorzów Wielkopolski 2-0 SHR Wojcieszyce
- Dąb II Dębno Lubuskie 0-0 Odra Słubice
- Lubuszanin Drezdenko 1-1 Orzeł Międzyrzecz

7 KOLEJKA
- Orzeł Międzyrzecz 0-1 Celuloza Kostrzyn nad Odrą
- Odra Słubice 1-1 Lubuszanin Drezdenko
- SHR Wojcieszyce 4-1 Dąb II Dębno Lubuskie
- Warta Międzychód 1-1 Warta Gorzów Wielkopolski
- Kasztelania Santok 0-4 Łucznik Strzelce Krajeńskie
- Odra Bledzew 0-2 Osadnik Myślibórz
  - Stilon II Gorzów Wielkopolski 8-1 Pogoń Skwierzyna (anulowany)
- Stilon Gorzów Wielkopolski 7-0 Pogoń Skwierzyna
- Kłos Pełczyce 1-4 Stal Sulęcin

8 KOLEJKA
- Celuloza Kostrzyn nad Odrą 3-0 Stal Sulęcin
- Kłos Pełczyce 1-1 Stilon Gorzów Wielkopolski
- Osadnik Myślibórz 4-0 Pogoń Skwierzyna
- Łucznik Strzelce Krajeńskie 6-1 Odra Bledzew
- Warta Gorzów Wielkopolski 1-0 Kasztelania Santok
- Warta Międzychód 4-0 Dąb II Dębno Lubuskie
- Lubuszanin Drezdenko 5-0 SHR Wojcieszyce
- Orzeł Międzyrzecz 2-1 Odra Słubice

9 KOLEJKA
- Odra Słubice 2-1 Celuloza Kostrzyn nad Odrą
- SHR Wojcieszyce 2-1 Orzeł Międzyrzecz
- Warta Międzychód 2-2 Lubuszanin Drezdenko
- Dąb II Dębno Lubuskie 3-1 Kasztelania Santok
- Odra Bledzew 1-1 Warta Gorzów Wielkopolski
- Pogoń Skwierzyna 1-2 Łucznik Strzelce Krajeńskie
- Kłos Pełczyce 1-1 Osadnik Myślibórz
- Stilon Gorzów Wielkopolski 12-0 Stal Sulęcin

10 KOLEJKA
- Łucznik Strzelce Krajeńskie 2-0 Celuloza Kostrzyn nad Odrą
- Warta Gorzów Wielkopolski 0-0 Osadnik Myślibórz
- Stilon Gorzów Wielkopolski 1-1 Dąb II Dębno Lubuskie
- Lubuszanin Drezdenko 3-1 Stal Sulęcin
- Orzeł Międzyrzecz 4-1 Kłos Pełczyce
- Pogoń Skwierzyna 4-1 Odra Słubice
- SHR Wojcieszyce 4-1 Odra Bledzew
- Kasztelania Santok 2-1 Warta Międzychód

11 KOLEJKA
- Celuloza Kostrzyn nad Odrą 9-0 Warta Międzychód
- Kasztelania Santok 1-3 SHR Wojcieszyce
- Odra Bledzew 3-1 Odra Słubice
- Pogoń Skwierzyna 3-1 Orzeł Międzyrzecz
- Kłos Pełczyce 5-1 Lubuszanin Drezdenko
- Dąb II Dębno Lubuskie 2-3 Stal Sulęcin
- Stilon Gorzów Wielkopolski 4-0 Warta Gorzów Wielkopolski
- Osadnik Myślibórz 2-1 Łucznik Strzelce Krajeńskie

12 KOLEJKA
- Osadnik Myślibórz 0-0 Celuloza Kostrzyn nad Odrą
- Stilon Gorzów Wielkopolski 2-1 Łucznik Strzelce Krajeńskie
- Kłos Pełczyce 3-3 Dąb II Dębno Lubuskie
- Lubuszanin Drezdenko 2-2 Pogoń Skwierzyna
- Orzeł Międzyrzecz 0-1 Odra Bledzew
- Odra Słubice 2-1 Kasztelania Santok
- SHR Wojcieszyce 1-2 Warta Międzychód
- Warta Gorzów Wielkopolski 2-1 Stal Sulęcin

13 KOLEJKA
- Celuloza Kostrzyn nad Odrą 1-0 Kasztelania Santok
- Odra Bledzew 4-2 Warta Międzychód
- Pogoń Skwierzyna 1-2 SHR Wojcieszyce
- Kłos Pełczyce 2-2 Odra Słubice
- Stal Sulęcin 2-2 Orzeł Międzyrzecz
- Stilon Gorzów Wielkopolski 7-2 Lubuszanin Drezdenko
- Osadnik Myślibórz 6-0 Dąb II Dębno Lubuskie
- Łucznik Strzelce Krajeńskie 3-1 Warta Gorzów Wielkopolski

14 KOLEJKA
- Warta Gorzów Wielkopolski 0-0 Celuloza Kostrzyn nad Odrą
- Kasztelania Santok 1-0 Odra Bledzew
- Warta Międzychód 2-2 Pogoń Skwierzyna
- SHR Wojcieszyce 3-0 Kłos Pełczyce
- Odra Słubice 2-0 Stal Sulęcin
- Orzeł Międzyrzecz 0-0 Stilon Gorzów Wielkopolski
- Lubuszanin Drezdenko 0-1 Osadnik Myślibórz
- Dąb II Dębno Lubuskie 2-1 Łucznik Strzelce Krajeńskie

15 KOLEJKA
- Celuloza Kostrzyn nad Odrą 4-0 Obra Bledzew
- Łucznik Strzelce Krajeńskie 0-0 Lubuszanin Drezdenko
- Stal Sulęcin 0-1 SHR Wojcieszyce
- Pogoń Skwierzyna 8-0 Kasztelania Santok
- Kłos Pełczyce 3-0 Warta Międzychód
- Stilon Gorzów Wielkopolski 6-0 Odra Słubice
- Osadnik Myślibórz 2-0 Orzeł Międzyrzecz
- Warta Gorzów Wielkopolski 1-2 Dąb II Dębno Lubuskie

16 KOLEJKA
- Celuloza Kostrzyn nad Odrą 1-1 Stilon Gorzów Wielkopolski
- Osadnik Myślibórz 3-0 Stal Sulęcin
- Kłos Pełczyce 0-3 Łucznik Strzelce Krajeńskie
- Pogoń Skwierzyna 2-1 Warta Gorzów Wielkopolski
- Dąb II Dębno Lubuskie 0-0 Obra Bledzew
- Kasztelania Santok 2-0 Lubuszanin Drezdenko
- Warta Międzychód 1-4 Orzeł Międzyrzecz
- SHR Wojcieszyce 1-2 Odra Słubice

17 KOLEJKA
- Celuloza Kostrzyn nad Odrą 7-4 SHR Wojcieszyce
- Odra Słubice 5-1 Warta Międzychód
- Orzeł Międzyrzecz 4-0 Kasztelania Santok
- Lubuszanin Drezdenko 1-1 Obra Bledzew
- Pogoń Skwierzyna 1-1 Dąb II Dębno Lubuskie
- Kłos Pełczyce 0-4 Warta Gorzów Wielkopolski
- Łucznik Strzelce Krajeńskie 5-1 Stal Sulęcin
- Stilon Gorzów Wielkopolski 2-0 Osadnik Myślibórz

18 KOLEJKA
- Dąb II Dębno Lubuskie 1-1 Celuloza Kostrzyn nad Odrą
- Osadnik Myślibórz 5-1 Odra Słubice
- Stilon Gorzów Wielkopolski 6-0 SHR Wojcieszyce
- Stal Sulęcin 7-0 Warta Międzychód
- Kłos Pełczyce 1-0 Kasztelania Santok
- Warta Gorzów Wielkopolski 1-2 Lubuszanin Drezdenko
- Pogoń Skwierzyna 0-0 Obra Bledzew
- Łucznik Strzelce Krajeńskie 1-0 Orzeł Międzyrzecz

19 KOLEJKA
- Pogoń Skwierzyna 1-1 Celuloza Kostrzyn nad Odrą
- Obra Bledzew 1-0 Kłos Pełczyce
- Stilon Gorzów Wielkopolski 15-0 Warta Międzychód
- SHR Wojcieszyce 0-2 Osadnik Myślibórz
- Orzeł Międzyrzecz 4-1 Warta Gorzów Wielkopolski
- Kasztelania Santok 0-2 Stal Sulęcin
- Lubuszanin Drezdenko 2-2 Dąb II Dębno Lubuskie
- Odra Słubice 1-1 Łucznik Strzelce Krajeńskie

20 KOLEJKA
- Celuloza Kostrzyn nad Odrą  4-0 Lubuszanin Drezdenko
- Łucznik Strzelce Krajeńskie 5-1 SHR Wojcieszyce
- Osadnik Myślibórz 3-0 vo Warta Międzychód
- Kasztelania Santok 0-4 Stilon Gorzów Wielkopolski
- Stal Sulęcin 6-3 Obra Bledzew
- Kłos Pełczyce 1-2 Pogoń Skwierzyna
- Warta Gorzów Wielkopolski 3-1 Odra Słubice
- Dąb II Dębno Lubuskie - Orzeł Międzyrzecz ------------

21 KOLEJKA
- Kłos Pełczyce 0-3 Celuloza Kostrzyn nad Odrą
- Warta Międzychód 2-2 Łucznik Strzelce Krajeńskie
- Orzeł Międzyrzecz 3-1 Lubuszanin Drezdenko
- Stilon Gorzów Wielkopolski 3-0 vo Obra Bledzew
- SHR Wojcieszyce 3-3 Warta Gorzów Wielkopolski
- Odra Słubice 2-1 Dąb II Dębno Lubuskie
- Pogoń Skwierzyna 1-0 Stal Sulęcin
- Kasztelania Santok 0-4 Osadnik Myślibórz

22 KOLEJKA
- Celuloza Kostrzyn nad Odrą 5-0 Orzeł Międzyrzecz
- Lubuszanin Drezdenko 3-0 vo Odra Słubice
- Łucznik Strzelce Krajeńskie 7-1 Kasztelania Santok
- Dąb II Dębno Lubuskie 2-1 SHR Wojcieszyce
- Warta Gorzów Wielkopolski 4-0 Warta Międzychód
- Osadnik Myślibórz 2-0 Obra Bledzew
- Pogoń Skwierzyna 1-7 Stilon Gorzów Wielkopolski
- Stal Sulęcin 2-0 Kłos Pełczyce

23 KOLEJKA
- Stal Sulęcin 0-1 Celuloza Kostrzyn nad Odrą
- Stilon Gorzów Wielkopolski 6-0 Kłos Pełczyce
- Pogoń Skwierzyna 1-2 Osadnik Myślibórz
- Obra Bledzew 0-6 Łucznik Strzelce Krajeńskie
- Kasztelania Santok 1-3 Warta Gorzów Wielkopolski
- Dąb II Dębno Lubuskie 2-1 Warta Międzychód
- SHR Wojcieszyce 4-2 Lubuszanin Drezdenko
- Odra Słubice 5-3 Orzeł Międzyrzecz

24 KOLEJKA
- Celuloza Kostrzyn nad Odrą 6-0 Odra Słubice
- Orzeł Międzyrzecz 3-2 SHR Wojcieszyce
- Lubuszanin Drezdenko 4-1 Warta Międzychód
- Kasztelania Santok 2-4 Dąb II Dębno Lubuskie
- Warta Gorzów Wielkopolski 4-0 Obra Bledzew
- Łucznik Strzelce Krajeńskie 2-0 Pogoń Skwierzyna
- Osadnik Myślibórz 2-1 Kłos Pełczyce
- Stal Sulęcin 0-4 Stilon Gorzów Wielkopolski

25 KOLEJKA
- Celuloza Kostrzyn nad Odrą 4-0 Łucznik Strzelce Krajeńskie
- Stal Sulęcin 5-1 Lubuszanin Drezdenko
- Kłos Pełczyce 3-3 Orzeł Międzyrzecz
- Obra Bledzew 3-3 SHR Wojcieszyce
- Warta Międzychód 1-1 Kasztelania Santok
- Dąb II Dębno Lubuskie 1-3 Stilon Gorzów Wielkopolski
- Osadnik Myślibórz 4-0 Warta Gorzów Wielkopolski
- Odra Słubice 0-3 Pogoń Skwierzyna

26 KOLEJKA
- Warta Międzychód 0-8 Celuloza Kostrzyn nad Odrą
- SHR Wojcieszyce 0-1 Kasztelania Santok
- Odra Słubice 1-2 Obra Bledzew
- Orzeł Międzyrzecz 3-3 Pogoń Skwierzyna
- Lubuszanin Drezdenko 2-0 Kłos Pełczyce
- Stal Sulęcin 2-0 Dąb II Dębno Lubuskie
- Warta Gorzów Wielkopolski 0-4 Stilon Gorzów Wielkopolski
- Łucznik Strzelce Krajeńskie 0-5 Osadnik Myślibórz

27 KOLEJKA
- Celuloza Kostrzyn nad Odrą 3-0 Osadnik Myślibórz
- Łucznik Strzelce Krajeńskie 1-1 Stilon Gorzów Wielkopolski
- Stal Sulęcin 2-2 Warta Gorzów Wielkopolski
- Dąb II Dębno Lubuskie 3-0 vo Kłos Pełczyce
- Pogoń Skwierzyna 3-1 Lubuszanin Drezdenko
- Obra Bledzew 1-2 Orzeł Międzyrzecz
- Kasztelania Santok 2-1 Odra Słubice
- Warta Międzychód 3-2 SHR Wojcieszyce

28 KOLEJKA
- Kasztelania Santok 1-4 Celuloza Kostrzyn nad Odrą
- Warta Międzychód 3-3 Obra Bledzew
- SHR Wojcieszyce 3-5 Pogoń Skwierzyna
- Odra Słubice 3-1 Kłos Pełczyce
- Orzeł Międzyrzecz 4-3 Stal Sulęcin
- Lubuszanin Drezdenko 0-3 Stilon Gorzów Wielkopolski
- Dąb II Dębno Lubuskie 0-1 Osadnik Myślibórz
- Warta Gorzów Wielkopolski 1-2 Łucznik Strzelce Krajeńskie

29 KOLEJKA
- Celuloza Kostrzyn nad Odrą 1-1 Warta Gorzów Wielkopolski
- Osadnik Myślibórz 6-0 Lubuszanin Drezdenko
- Stilon Gorzów Wielkopolski 6-0 Orzeł Międzyrzecz
- Stal Sulęcin 1-1 Odra Słubice
- Łucznik Strzelce Krajeńskie 3-0 vo Dąb II Dębno Lubuskie
- Kłos Pełczyce 1-2 SHR Wojcieszyce
- Pogoń Skwierzyna 6-0 Warta Międzychód
- Obra Bledzew 2-2 Kasztelania Santok

30 KOLEJKA
- Obra Bledzew 1-0 Celuloza Kostrzyn nad Odrą
- Orzeł Międzyrzecz 1-2 Osadnik Myślibórz
- SHR Wojcieszyce 2-0 Stal Sulęcin
- Kasztelania Santok 0-2 Pogoń Skwierzyna
- Warta Międzychód 4-2 Kłos Pełczyce
- Odra Słubice 0-11 Stilon Gorzów Wielkopolski
- Lubuszanin Drezdenko 1-1 Łucznik Strzelce Krajeńskie
- Dąb II Dębno Lubuskie 0-0 Warta Gorzów Wielkopolski

## Sezon 1976/1977 Klasa B
| \| L.p. \| Klasa B Gorzów Wielkopolski grupa I \| Mecze \| Punkty \| Bramki \| \| ---- \| ----------------------------------- \| ----- \| ------ \| ------ \| \| 1 \| (Stoczniowiec) Pogoń II Barlinek \| 24 \| 38 \| 93-13 \| \| 2 \| Stilon II Gorzów Wielkopolski \| 24 \| 36 \| 92-30 \| \| 3 \| Czarni Witnica \| 24 \| 30 \| 56-38 \| \| 4 \| Iskra Janczewo \| 24 \| 30 \| 63-48 \| \| 5 \| Orzeł Boguszyny \| 24 \| 26 \| 53-63 \| \| 6 \| LZS Bobrówko \| 24 \| 25 \| 55-49 \| \| 7 \| Remor Recz \| 24 \| 24 \| 41-42 \| \| 8 \| (Grunwald) Piast II Choszczno \| 24 \| 23 \| 58-48 \| \| 9 \| Santos Sarbinowo \| 24 \| 22 \| 41-54 \| \| 10 \| Meprozet Stare Kurowo \| 24 \| 16 \| 44-63 \| \| 11 \| Victoria Stanowice \| 24 \| 14 \| 26-57 \| \| 12 \| (LZS) Sokół Gościm \| 24 \| 12 \| 33-83 \| \| 13 \| Osadnik II Myślibórz \| 24 \| 11 \| 21-86 \| - Stoczniowiec II Barlinek, Orzeł Boguszyny, Remor Recz, Grunwald II Choszczno, Santos Sarbinowo, Osadnik II Myślibórz zostały przejęte od OZPN Szczecin po podziale administracyjnym kraju. |                                     |       |        |        |
| L.p. | Klasa B Gorzów Wielkopolski grupa I | Mecze | Punkty | Bramki |
| 1 | (Stoczniowiec) Pogoń II Barlinek    | 24    | 38     | 93-13  |
| 2 | Stilon II Gorzów Wielkopolski       | 24    | 36     | 92-30  |
| 3 | Czarni Witnica                      | 24    | 30     | 56-38  |
| 4 | Iskra Janczewo                      | 24    | 30     | 63-48  |
| 5 | Orzeł Boguszyny                     | 24    | 26     | 53-63  |
| 6 | LZS Bobrówko                        | 24    | 25     | 55-49  |
| 7 | Remor Recz                          | 24    | 24     | 41-42  |
| 8 | (Grunwald) Piast II Choszczno       | 24    | 23     | 58-48  |
| 9 | Santos Sarbinowo                    | 24    | 22     | 41-54  |
| 10 | Meprozet Stare Kurowo               | 24    | 16     | 44-63  |
| 11 | Victoria Stanowice                  | 24    | 14     | 26-57  |
| 12 | (LZS) Sokół Gościm                  | 24    | 12     | 33-83  |
| 13 | Osadnik II Myślibórz                | 24    | 11     | 21-86  |

| \| L.p. \| Klasa B Gorzów Wielkopolski grupa II \| Mecze \| Punkty \| Bramki \| \| ---- \| ------------------------------------ \| ----- \| ------ \| ------ \| \| 1 \| Stal Ilanka Rzepin \| 22 \| 33 \| 65-35 \| \| 2 \| Zdrowie Międzyrzecz \| 22 \| 28 \| 66-33 \| \| 3 \| Iskra Zemsko \| 22 \| 28 \| 49-41 \| \| 4 \| Budowlani Murzynowo \| 22 \| 27 \| 52-33 \| \| 5 \| Zjednoczeni Przytoczna \| 22 \| 26 \| 58-40 \| \| 6 \| Słowian Deszczno \| 22 \| 24 \| 60-36 \| \| 7 \| (Spółdzielca) Pogoń Krzeszyce \| 22 \| 23 \| 72-73 \| \| 8 \| Leśnik Lemierzyce \| 22 \| 21 \| 56-50 \| \| 9 \| Znicz Trzemeszno Lubuskie \| 22 \| 21 \| 47-64 \| \| 10 \| Spójnia Ośno Lubuskie \| 22 \| 17 \| 43-55 \| \| 11 \| Chrobry Brójce \| 22 \| 14 \| 49-79 \| \| 12 \| Zew Dąbroszyn \| 22 \| 2 \| 27-105 \| - Zjednoczeni Przytoczna w przyszłym sezonie zagra w B Klasie Gorzów Wielkopolski grupa I. - Przed sezonem doszło do fuzji Stali Rzepin z Ilanką Rzepin. |                                      |       |        |        |
| L.p. | Klasa B Gorzów Wielkopolski grupa II | Mecze | Punkty | Bramki |
| 1 | Stal Ilanka Rzepin                   | 22    | 33     | 65-35  |
| 2 | Zdrowie Międzyrzecz                  | 22    | 28     | 66-33  |
| 3 | Iskra Zemsko                         | 22    | 28     | 49-41  |
| 4 | Budowlani Murzynowo                  | 22    | 27     | 52-33  |
| 5 | Zjednoczeni Przytoczna               | 22    | 26     | 58-40  |
| 6 | Słowian Deszczno                     | 22    | 24     | 60-36  |
| 7 | (Spółdzielca) Pogoń Krzeszyce        | 22    | 23     | 72-73  |
| 8 | Leśnik Lemierzyce                    | 22    | 21     | 56-50  |
| 9 | Znicz Trzemeszno Lubuskie            | 22    | 21     | 47-64  |
| 10 | Spójnia Ośno Lubuskie                | 22    | 17     | 43-55  |
| 11 | Chrobry Brójce                       | 22    | 14     | 49-79  |
| 12 | Zew Dąbroszyn                        | 22    | 2      | 27-105 |

## Sezon 1976/1977 Klasa C
| L.p. | Klasa C Gorzów Wielkopolski grupa I | Mecze | Punkty | Bramki |
| ---- | ----------------------------------- | ----- | ------ | ------ |
| 1    | Znicz Żabice                        | 18    | 33     | 57-26  |
| 2    | Odra Górzyca                        | 18    | 31     | 70-31  |
| 3    | Warta Czarnów                       | 18    | 28     | 77-41  |
| 4    | (Bizon) Zorza Kowalów               | 18    | 28     | 67-39  |
| 5    | Zieloni Lubiechnia Wielka           | 18    | 24     | 58-32  |
| 6    | Zryw Golice                         | 18    | 13     | 32-51  |
| 7    | Tur Serbów                          | 18    | 12     | 41-59  |
| 8    | Granica Świecko                     | 18    | 10     | 27-57  |
| 9    | Sułowianka Sułów                    | 18    | 8      | 31-73  |
| 10   | Dąb Kunowice                        | 18    | 7      | 52-78  |

| L.p. | Klasa C Gorzów Wielkopolski grupa II | Mecze | Punkty | Bramki |
| ---- | ------------------------------------ | ----- | ------ | ------ |
| 1    | Orkan Długoszyn                      | 18    | 32     | 66-19  |
| 2    | Warta POM Sulęcin                    | 18    | 27     | 64-20  |
| 3    | (Czarni) Lubniewiczanka Lubniewice   | 18    | 22     | 42-29  |
| 4    | Iskra Głuchowo                       | 18    | 19     | 40-36  |
| 5    | Zryw Polna                           | 18    | 18     | 55-51  |
| 6    | Warta POM II Sulęcin                 | 18    | 18     | 42-55  |
| 7    | Warta Słońsk                         | 18    | 17     | 52-48  |
| 8    | Lenka Ownice                         | 18    | 16     | 32-48  |
| 9    | Wzgórze Połęcko                      | 18    | 6      | 12-60  |
| 10   | LZS Radachów                         | 18    | 5      | 11-50  |

| L.p. | Klasa C Gorzów Wielkopolski grupa III | Mecze | Punkty | Bramki |
| ---- | ------------------------------------- | ----- | ------ | ------ |
| 1    | (Błyskawica) GKP Pszczew              | 22    | 34     | 85-24  |
| 2    | Tęcza Templewo                        | 22    | 33     | 75-36  |
| 3    | Inter Nietoperek                      | 22    | 33     | 76-33  |
| 4    | Obra Gorzyca                          | 22    | 27     | 63-42  |
| 5    | Błękitni Sokół Dąbrówka Wielkopolska  | 22    | 19     | 58-69  |
| 6    | (LZS) Orzeł Łowyń                     | 22    | 19     | 56-67  |
| 7    | Victoria Kaława                       | 22    | 18     | 40-56  |
| 8    | LZS Gorzyń                            | 22    | 17     | 43-52  |
| 9    | Obra Policko                          | 22    | 13     | 42-61  |
| 10   | Obra Trzciel                          | 22    | 12     | 47-74  |
| 11   | Stołunianka Stołuń                    | 22    | 12     | 21-63  |
| 12   | Polonia Nowa Wieś                     | 22    | 3      | 14-79  |

| L.p. | Klasa C Dębno Lubuskie grupa IV | Mecze | Punkty | Bramki |
| ---- | ------------------------------- | ----- | ------ | ------ |
| 1    | Strzała Płotno                  | 18    | 30     | 60-25  |
| 2    | Olimpia Smolnica                | 18    | 25     | 54-33  |
| 3    | (LZS) KS Nowiny Wielkie         | 18    | 24     | 41-32  |
| 4    | Koral Stara Dziedzina           | 18    | 20     | 36-28  |
| 5    | SKS PMŻ Renice                  | 18    | 16     | 50-53  |
| 6    | Gryf Sulimierz                  | 18    | 16     | 32-34  |
| 7    | Chrobry Boleszkowice            | 18    | 16     | 33-37  |
| 8    | Zryw Kierzków                   | 18    | 13     | 35-52  |
| 9    | Błękitni Sarnik                 | 18    | 11     | 35-45  |
| 10   | Odra Szumiłowo                  | 18    | 8      | 16-65  |

| L.p. | Klasa C Gorzów Wielkopolski grupa V | Mecze | Punkty | Bramki |
| ---- | ----------------------------------- | ----- | ------ | ------ |
| 1    | Płomień Siedlice                    | 22    | 38     | 94-28  |
| 2    | Polonia Lipki Wielkie               | 22    | 31     | 71-40  |
| 3    | LZS Łagodzin                        | 22    | 26     | 68-57  |
| 4    | LZS Lubczyno                        | 22    | 26     | 67-48  |
| 5    | (LZS) Roża Różanki                  | 22    | 26     | 73-58  |
| 6    | (LZS) Delta Stare Polichno          | 22    | 26     | 80-52  |
| 7    | LZS Baczyna                         | 22    | 25     | 57-59  |
| 8    | LZS Sanocko                         | 22    | 23     | 54-38  |
| 9    | Piast Karnin                        | 22    | 20     | 56-84  |
| 10   | Pogoń II Skwierzyna                 | 22    | 11     | 24-63  |
| 11   | Budowlani II Murzynowo              | 22    | 4      | 14-75  |
| 12   | LZS Trzebiszewo                     | 22    | 2      | 5-79   |

| L.p. | Klasa C Drezdenko grupa VI  | Mecze | Punkty | Bramki |
| ---- | --------------------------- | ----- | ------ | ------ |
| 1    | Błękitni Dobiegniew         | 22    | 35     | 84-32  |
| 2    | Zorza Przynotecko           | 22    | 32     | 55-41  |
| 3    | (Piast) Arka Mierzęcin      | 22    | 31     | 74-42  |
| 4    | LZS Żabicko                 | 22    | 26     | 68-48  |
| 5    | LZS Licheń                  | 22    | 25     | 56-41  |
| 6    | (LZS) Uran Trzebicz         | 22    | 24     | 61-35  |
| 7    | (LZS) Helios Brzoza         | 22    | 22     | 44-42  |
| 8    | LZS Bronowice               | 22    | 19     | 58-34  |
| 9    | Noteć Stare Bielice         | 22    | 15     | 45-62  |
| 10   | LZS Gilów                   | 22    | 13     | 40-59  |
| 11   | Orzeł Łęgowo                | 22    | 10     | 28-88  |
| 12   | (Chemik) Radowiak Drezdenko | 22    | 10     | 21-96  |

## Sezon 1976/1977 Klasa D
| L.p. | Klasa D Gorzów Wielkopolski | Mecze | Punkty | Bramki |
| ---- | --------------------------- | ----- | ------ | ------ |
| 1    | Sparta Mościce              | 10    | 14     | 35-14  |
| 2    | LZS Racław                  | 10    | 14     | 27-12  |
| 3    | LZS Łupowo                  | 10    | 14     | 22-20  |
| 4    | Tramp Ciecierzyce           | 10    | 9      | 20-22  |
| 5    | Iskra Jenin                 | 10    | 5      | 18-34  |
| 6    | Leśnik Bogdaniec            | 10    | 4      | 7-27   |

| L.p. | Klasa D Dębno Lubuskie gr. I | Mecze | Punkty | Bramki |
| ---- | ---------------------------- | ----- | ------ | ------ |
| 1    | (LZS) Błyskawica Białcz      |       |        |        |
| 2    | PKS Kostrzyn nad Odrą        |       |        |        |
| 3    | (LZS) Warta Drzewice         |       |        |        |
| 4    | (LZS) Bomet Więcław          |       |        |        |
| 5    | (LZS) Warta Świerkocin       |       |        |        |

| L.p. | Klasa D Dębno Lubuskie gr. II | Mecze | Punkty | Bramki |
| ---- | ----------------------------- | ----- | ------ | ------ |
| 1    | Zieloni Warnice               | 18    | 32     | 72-16  |
| 2    | Sokół Różańsko                | 18    | 28     | 67-23  |
| 3    | Myśla Dargomyśl               | 18    | 25     | 46-22  |
| 4    | Pomorzanin Cychry             | 18    | 23     | 51-35  |
| 5    | Błyskawica Mostno             | 18    | 22     | 41-37  |
| 6    | Maraton Dyszno                | 18    | 20     | 45-41  |
| 7    | Strzelec Gudzisz              | 18    | 16     | 33-55  |
| 8    | Orzeł Namyślin                | 18    | 10     | 20-42  |
| 9    | Jantar Krześnica              | 18    | 4      | 7-57   |
| 10   | LZS Oborzany                  | 18    | 0      | 0-54   |

| L.p. | Klasa D Myślibórz gr. I | Mecze | Punkty | Bramki |
| ---- | ----------------------- | ----- | ------ | ------ |
| 1    | (LZS) GKS Golenice      | 14    | 27     | 57-11  |
| 2    | (LZS) Pionier Nawrocko  | 14    | 24     | 50-16  |
| 3    | (LZS) Wysoka            | 14    | 16     | 29-22  |
| 4    | (LZS) Czołno Czołnów    | 14    | 10     | 19-28  |
| 5    | (LZS) Wicher Staw       | 14    | 10     | 18-46  |
| 6    | (LZS) Zorza Marwice     | 14    | 9      | 20-36  |
| 7    | LZS Myśliborzyce        | 14    | 8      | 22-38  |
| 8    | (LZS) Bizon Derczewo    | 14    | 8      | 11-30  |

| L.p. | Klasa D Myślibórz gr. II | Mecze | Punkty | Bramki |
| ---- | ------------------------ | ----- | ------ | ------ |
| 1    | (LZS) Orzeł Trzcinna     | 13    | 23     | 51-21  |
| 2    | LZS Krzynka              | 13    | 17     | 31-25  |
| 3    | LZS Dzikowo              | 13    | 16     | 34-24  |
| 4    | (LZS) Koral Mostkowo     | 13    | 14     | 31-22  |
| 5    | (LZS) Polonia Giżyn      | 13    | 13     | 32-32  |
| 6    | (LZS) Piast Karsko       | 13    | 8      | 26-42  |
| 7    | LZS Myśliborzyce         | 7     | 6      | 13-26  |
| 8    | LZS Rychnów              | 13    | 1      | 10-24  |

| L.p. | Klasa D Sulęcin      | Mecze | Punkty | Bramki |
| ---- | -------------------- | ----- | ------ | ------ |
| 1    | (LZS) Derby Maszków  | 12    | 18     | 38-12  |
| 2    | (LZS) Tęcza Żubrów   | 12    | 17     | 29-18  |
| 3    | (LZS) Wicher Smogóry | 12    | 16     | 39-20  |
| 4    | (LZS) Iskra Jarnatów | 12    | 11     | 24-29  |
| 5    | (LZS) Warta Kołczyn  | 12    | 10     | 16-22  |
| 6    | (LZS) Tetra Lubień   | 12    | 10     | 18-26  |
| 7    | Warta POM Sulęcin    | 12    | 2      | 8-45   |

| L.p. | Klasa D Strzelce Krajeńskie gr. I | Mecze | Punkty | Bramki |
| ---- | --------------------------------- | ----- | ------ | ------ |
| 1    | (LZS) Dąb Górki Noteckie          | 10    | 16     | 32-12  |
| 2    | (LZS) Tęcza Błotno                | 10    | 14     | 29-18  |
| 3    | (LZS) Pionier Zwierzyn            | 10    | 13     | 29-10  |
| 4    | (LZS) Zwierzyn                    | 10    | 11     | 21-28  |
| 5    | (LZS) Osów                        | 10    | 4      | 6-25   |
| 6    | (LZS) Pumares Niegosław           | 10    | 2      | 3-27   |

| L.p. | Klasa D Strzelce Krajeńskie gr. II | Mecze | Punkty | Bramki |
| ---- | ---------------------------------- | ----- | ------ | ------ |
| 1    | (LZS) Zorza Rolewice               | 10    | 16     | 33-15  |
| 2    | (LZS) Darzbór Głusko               | 10    | 14     | 26-25  |
| 3    | (LZS) Znicz Chomętowo              | 10    | 11     | 29-22  |
| 4    | (LZS) Muszelka Ogardy              | 10    | 9      | 28-19  |
| 5    | (LZS) Nietoperz Gardzko            | 10    | 8      | 20-22  |
| 6    | (LZS) Sławno                       | 10    | 2      | 10-45  |

| L.p. | Klasa D Międzychód        | Mecze | Punkty | Bramki |
| ---- | ------------------------- | ----- | ------ | ------ |
| 1    | LZS Bielsko               | 8     | 12     | 27-17  |
| 2    | (LZS) Gwardia Kamionna    | 8     | 10     | 21-24  |
| 3    | (LZS) Zjednoczeni Tuczepy | 8     | 7      | 24-30  |
| 4    | (LZS) Grom Zatom Stary    | 8     | 6      | 20-17  |
| 5    | (LZS) Spójnia Muchocin    | 8     | 5      | 19-23  |

| L.p. | Klasa D Słubice        | Mecze | Punkty | Bramki |
| ---- | ---------------------- | ----- | ------ | ------ |
| 1    | (LZS) Zieloni Drzeńsko |       |        |        |
| 2    | (LZS)                  |       |        |        |
| 3    | (LZS)                  |       |        |        |
| 4    | (LZS)                  |       |        |        |
| 5    | (LZS)                  |       |        |        |

| L.p. | Klasa D Bierzwnik | Mecze | Punkty | Bramki |
| ---- | ----------------- | ----- | ------ | ------ |
| 1    | LZS               |       |        |        |
| 2    | (LZS)             |       |        |        |
| 3    | (LZS)             |       |        |        |
| 4    | (LZS)             |       |        |        |
| 5    | (LZS)             |       |        |        |

| L.p. | Klasa D Choszczno | Mecze | Punkty | Bramki |
| ---- | ----------------- | ----- | ------ | ------ |
| 1    | LZS               |       |        |        |
| 2    | (LZS)             |       |        |        |
| 3    | (LZS)             |       |        |        |
| 4    | (LZS)             |       |        |        |
| 5    | (LZS)             |       |        |        |